# 中源大学
中源大学，也可称中源大学校。（韩语：중원대학교，英语：Jungwon University）是位于韩国忠清北道槐山郡的一所私立大学。

## 历史
中源大学于2008年7月由大真教育财团创建， 并于次年3月2日开学。
2018年，由于教育部基本能力诊断的结果，该大学最终被选为能力建设大学。 

## 教育组织

### 本科
截至2022年，中源大学设有社会文化学院、聚合科学技术学院、医药卫生学院和航空学院四个学院和 35个系，开设本科课程。作为合同制系，聚合机械与电气电子元件系作为独立系单独组建" 

### 研究生院
中源大学的研究生院由一个普通研究生院和两个专门研究生院组成。一般研究生院提供16个硕士和10个博士课程。 专门研究生院由会与文化研究生院和终身学习研究生院组成。

## 教育政策的特点
截至2014年，中源大学已与16个国家的31所大学签署了学术研究和学生交流协议。此外还与地方产业合作。截至2014年，中源大学产学合作中心共有27名研究人员，开展了48个研究项目，年研究收入超过26亿韩元。中源大学还是16家有前途的本地中小企业的总部所在地。 
作为一所相对较新的大学，中源大学一直在航空航天、医疗保健和新增长引擎产业（绿色技术、高科技融合和高附加值服务产业）等领域进行投资和研究，以跟上现有大学的步伐。为此，该校配备了机场和培训用飞机，并于 2013 年将医药卫生学院独立为一个学院，还通过整合现有的三个系成立了新能源和可再生能源系。

### 国际交流
截至2021年，中源大学已经与9个国家的30所大学签署了国际交流协议"。 

## 校园风光
中源大学是韩国忠清北道的一所私立大学，校园位于槐山邑。校园内约有11座建筑。文武路从校园东侧垂直延伸，是通往校园的必经之路。校园东南侧被群山环绕，另一侧则是道路。

## 另做参阅
- 大真大学

## 脚注
1. ↑  . 중원대학교. 충북.   [2022-9-17]. （原始内容存档于2024-02-27）.
2. ↑  2018 대학기본역량진단평가 결과(일반대학) （页面存档备份，存于）, 연합뉴스, 2018년 8월 23일 작성.
3. ↑  . 중원대학교. 충북.   [2022-9-17]. （原始内容存档于2024-02-27）.
4. ↑  . 중원대학교 대학원. 충북.   [2022-9-17]. （原始内容存档于2024-05-08）.
5. ↑  장기우. . 동아일보. 2014년 9월 16일  [2023-12-27]. （原始内容存档于2018-08-10）.
6. ↑  . 중원대학교 국제교류원. 충북.   [2023-12-27]. （原始内容存档于2024-03-14）.